# Kristine W

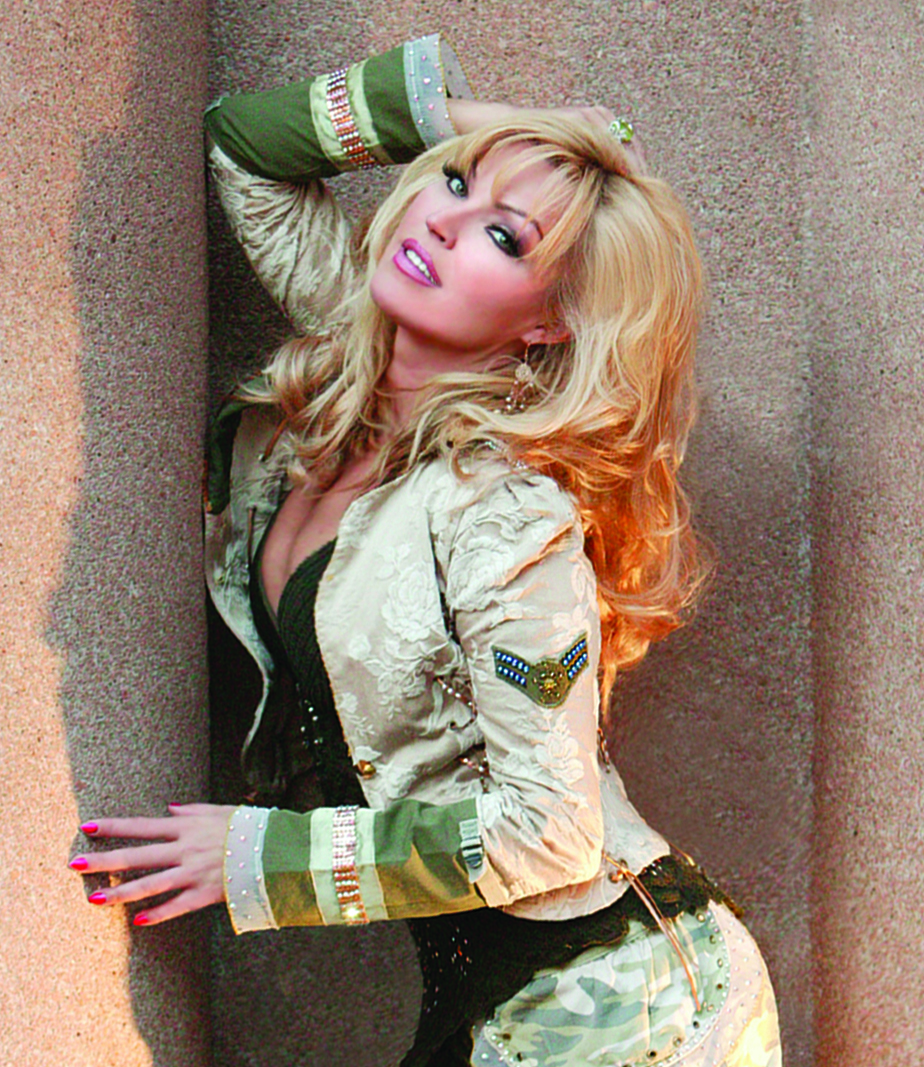
Kristine W

Kristine W (* 8. Juni 1962 in Pasco, Washington, bürgerlicher Name Kristine Weitz) ist eine US-amerikanische Dance-Pop- und House-Sängerin und Songwriterin.

## Diskografie

### Studioalben
- 1995: The Perfect Beat
- 1997: Land of the Living
- 2000: Stronger
- 2003: Fly Again
- 2008: Hey Mr. Christmas
- 2009: The Power of Music
- 2010: Straight Up with a Twist
- 2012: New & Number Ones
- 2013: New & Number Ones Club Hits Part One
- 2013: New & Number Ones Club Hits Part Two

### Singles
| Jahr | Titel Album                     | Höchstplatzierung, Gesamtwochen, AuszeichnungChartplatzierungen (Jahr, Titel, Album, Platzierungen, Wochen, Auszeichnungen, Anmerkungen) | Höchstplatzierung, Gesamtwochen, AuszeichnungChartplatzierungen (Jahr, Titel, Album, Platzierungen, Wochen, Auszeichnungen, Anmerkungen) | Anmerkungen                                                    |
| Jahr | Titel Album                     | UK | US | Anmerkungen                                                    |
| ---- | ------------------------------- | --- | --- | -------------------------------------------------------------- |
| 1994 | Love Come Home                  | UK73 (1 Wo.)UK | — | Erstveröffentlichung: Mai 1994 mit Our Tribe & Frankië Pharaoh |
| 1994 | Feel What You Want Perfect Beat | UK33 (7 Wo.)UK | — | Erstveröffentlichung: Juni 1994                                |
| 1996 | One More Try Land of the Living | UK41 (2 Wo.)UK | US78 (15 Wo.)US | Erstveröffentlichung: Mai 1996                                 |
| 1996 | Land of the Living              | UK57 (2 Wo.)UK | — | Erstveröffentlichung: Dezember 1996                            |

Weitere Singles
- 2000: Stronger
- 2001: Lovin' You
- 2003: Fly Again
- 2004: Save My Soul
- 2005: The Wonder of It All
- 2006: I'll Be Your Light
- 2008: The Boss
- 2008: Never
- 2009: Love Is the Look
- 2009: Be Alright
- 2009: The Power of Music
- 2011: Fade
- 2012: Everything That I Got
- 2013: So Close to Me

## Sonstiges
- Kristine W schrieb einen Song für RuPauls drittes Album Red Hot mit dem Titel Just a Little in and out.[3]
- Das Musikvideo Some Lovin spielt in den Kulissen der Serie Queer as Folk. Auch die Besetzung der Serie spielt mit.